# Martin Theander
Martin Theander, född den 9 oktober 1961, är sedan 2012 handledare på Fontänhuset. Utöver det är han sedan 1979 DJ och klubbarrangör samt frilansar i olika kultursysslor som svensk skribent, A&R och regissör.  
Theander har sedan 1981 skrivit i bland annat Pop, Sonic, Sydsvenskan och Fokus. Han var 1982-1996 redaktör på olika nivåer inom Nöjesguiden, Kvällsposten, SVT och Slitz. 1996-2007 var han label manager på skivbolagen Vibrafon och MNW samt marknadschef på Playground Music. 
Han började som researcher på filmbolaget Auto Images för bland annat Hoppets hamn (Harbour of Hope, 2011) efter att ha regisserat dokumentären TV till varje pris - en film om Lasse Holmqvist (2007) med Magnus Gertten. Han skrev Martin Bogrens fotobok The Cardigans - Been It (1997). Han har även haft en mindre roll i den svensk-amerikanska spökthrillern Sounds of Silence där han spelar polis.   